# Richtlinie über alternative Streitbeilegung in Verbraucherangelegenheiten
Die Richtlinie über alternative Streitbeilegung in Verbraucherangelegenheiten ist eine EU-Richtlinie über die alternative Streitbeilegung (AS) zwischen Verbrauchern und Unternehmen zur Förderung des Wachstums und des Vertrauens in den Binnenmarkt und Erreichung eines hohen Verbraucherschutzniveaus ohne Einschränkung des Zugangs der Verbraucher zu den Gerichten. Zudem soll die Richtlinie dem Abbau direkter und indirekter Hemmnisse, die dem reibungslosen Funktionieren des Binnenmarkts entgegenstehen, dienen.
Durch die Richtlinie soll eine unabhängige, unparteiische, transparente, effektive, schnelle und faire außergerichtliche Möglichkeit zur Beilegung von Streitigkeiten, die sich aus inländischen und grenzüberschreitenden Verkauf von Waren oder der Bereitstellung von Dienstleistungen ergeben, geschaffen werden, damit das Vertrauen von Verbrauchern und Unternehmern vor allem auch in den grenzübergreifenden elektronischen Ein- und Verkauf gestärkt wird.
Die Richtlinie und die ODR-Verordnung (über die Online-Beilegung verbraucherrechtlicher Streitigkeiten) sind zwei Gesetzgebungsinstrumente, die in einem engen Zusammenhang stehen und einander ergänzen.

## Ziel und Zweck
Hauptziel der Richtlinie ist es alternative Streitbeilegungsstellen (AS-Stellen) in den Bereichen zu schaffen bzw. auszugestalten, wo diese in den Unionsmitgliedstaaten noch nicht bestehen oder nicht ausreichend sind. Die Richtlinie soll auch Qualitätsanforderungen für AS-Stellen schaffen, die das gleiche Schutzniveau und die gleichen Rechte für die Verbraucher sowohl bei inländischen als auch bei grenzübergreifenden Streitigkeiten gewährleisten sollten. Die Richtlinie sollte die Mitgliedstaaten nicht daran hindern, Vorschriften zu erlassen oder beizubehalten, die über die Regelungen in dieser Richtlinie hinausgehen.

## Geltungsbereich
Die Richtlinie gilt für die außergerichtliche Beilegung von Streitigkeiten (AS), bei denen die in der Union wohnhaften Verbraucher gegen in der Union niedergelassene Unternehmer vorgehen können. Die Richtlinie gilt für vertragliche Verpflichtungen aus online als auch offline geschlossenen Kaufverträgen oder Dienstleistungsverträgen in allen Wirtschaftssektoren außer den ausdrücklich ausgenommenen Sektoren. Die Richtlinie gilt nicht zwingend für Beschwerden von Unternehmern gegen Verbraucher oder für Streitigkeiten zwischen Unternehmern. Die Unionsmitgliedstaaten können jedoch Bestimmungen über Verfahren zur außergerichtlichen Beilegung auch solcher Streitigkeiten einführen oder beibehalten.
Die Richtlinie
- gilt nicht für Dienstleistungen von allgemeinem Interesse, für die nicht eine wirtschaftliche Gegenleistung erbracht wird (Nichtwirtschaftliche Dienstleistungen). Dies sind z. B. solche Dienstleistungen, die von einem Unionsmitgliedstaat oder in dessen Namen ohne Entgelt erbracht werden;[12]
- gilt nicht für Gesundheitsdienstleistungen im Sinne des Artikels 3 Buchstabe a der Richtlinie 2011/24/EU des Europäischen Parlaments und des Rates vom 9. März 2011 über die Ausübung der Patientenrechte in der grenzüberschreitenden Gesundheitsversorgung;[13]
- soll keine gerichtlichen Verfahren ersetzen und beeinträchtigt nicht das Recht von Verbrauchern oder Unternehmern, die Durchsetzung ihrer Rechte vor Gericht zu suchen.[14] Daher ist eine Vereinbarung zwischen einem Verbraucher und einem Unternehmer darüber, Beschwerden bei einer AS-Stelle einzureichen, für den Verbraucher nicht bindend, wenn sie vor dem Entstehen der Streitigkeit getroffen wurde und wenn sie dazu führt, dass dem Verbraucher das Recht entzogen wird, die Gerichte für die Beilegung des Streitfalls anzurufen. Ferner sollte bei AS-Verfahren, bei denen die Streitigkeit durch das Auferlegen einer verbindlichen Lösung beigelegt werden soll, die auferlegte Lösung nur dann verbindlich für die Parteien sein, wenn die Parteien vorher über den verbindlichen Charakter der Lösung informiert wurden und sie dies ausdrücklich akzeptiert haben. Die ausdrückliche Zustimmung des Unternehmers sollte nicht erforderlich sein, wenn in den nationalen Rechtsvorschriften bestimmt ist, dass diese Lösungen für die Unternehmer verbindlich sind.[15]
- gilt nicht für Verfahren vor Streitbeilegungsstellen, bei denen die mit der Streitbeilegung betrauten natürlichen Personen ausschließlich von einem einzelnen Unternehmer beschäftigt oder bezahlt werden, es sei denn, dass die Mitgliedstaaten beschließen, solche Verfahren als AS-Verfahren gemäß dieser Richtlinie zu gestatten, und dass die in Kapitel II der Richtlinie vorgesehenen Anforderungen, einschließlich der spezifischen Anforderungen an die Unabhängigkeit und Transparenz gemäß Artikel 6 Absatz 3, erfüllt sind;
- gilt nicht für Verfahren vor Verbraucherbeschwerdestellen, die vom Unternehmer betrieben werden;
- gilt nicht für Streitigkeiten zwischen Unternehmern;
- gilt nicht für direkte Verhandlungen zwischen dem Verbraucher und dem Unternehmer;
- gilt nicht für von Unternehmern gegen Verbraucher eingeleitete Verfahren;
- gilt nicht für öffentliche Anbieter von Weiter- oder Hochschulbildung.

## Verfahrensdauer
Grundsätzlich ist ein Ergebnis des Verfahrens binnen 90 Kalendertagen nach Eingang der vollständigen Beschwerdeakte bei der AS-Stelle zu erreichen. In hoch komplexen Ausnahmefällen, einschließlich in Fällen, in denen eine der Parteien aus berechtigten Gründen nicht an dem AS-Verfahren teilnehmen kann, sollten die AS-Stellen die Möglichkeit haben, die Frist zwecks Prüfung des jeweiligen Falls zu verlängern. Die Parteien sind von jeder derartigen Fristverlängerung und von der zu erwartenden Zeitspanne bis zur Beilegung der Streitigkeit zu unterrichten.

## Kosten der AS
AS-Verfahren sollten für Verbraucher vorzugsweise kostenlos sein. Werden Kosten geltend gemacht, sollten die AS-Verfahren für die Verbraucher zugänglich, attraktiv und mit niedrigen Kosten verbunden sein. Daher sollten die Kosten eine Schutzgebühr nicht übersteigen

## Information der Verbraucher
Unternehmer müssen sich an AS-Verfahren grundsätzlich nicht beteiligen, sofern dies nicht durch nationale Bestimmungen der Unionsmitgliedstaaten vorgegeben ist. Unternehmer sollen so weit wie möglich ermutigt werden an AS-Verfahren teilzunehmen. Verbraucher sollen dazu ermutigt werden, vor Einreichen einer Beschwerde bei einer AS-Stelle Kontakt mit dem Unternehmer aufzunehmen, um das Problem bilateral zu lösen.
Die in der Union niedergelassene Unternehmer müssen, sofern sie sich dazu verpflichtet haben oder gesetzlich verpflichtet sind, auf ihren Websites einen Link zur zuständigen AS-Stelle bereitstellen. Dieser Link muss für Verbraucher leicht zugänglich sein.

## Sanktionen
Die von den Unionsmitgliedstaaten vorgesehenen Sanktionen bei einem Verstoß gegen die Richtlinie müssen wirksam, verhältnismäßig und abschreckend sein.

## Abgrenzung
Die Alternative Streitbeilegung (AS – siehe auch Alternative Dispute Resolution – ADR) unterscheidet sich von
- staatlichen Gerichtsverfahren, da von keiner beteiligten Partei hoheitlicher Zwang ausgeübt werden kann. Die Vereinbarung ist freiwillig und auch der Vorschlag zur Problemlösung muss von keiner Partei angenommen werden,
- der Schiedsgerichtsbarkeit, weil die Institutionen der Alternative Streitbeilegung vom Staat bereitgestellt werden und nicht von den Parteien das Schiedsgericht bzw. die Schiedsrichter selbst vereinbart oder bestimmt werden müssen und dass der Vorschlag zur Problemlösung nicht angenommen werden muss,
- der Mediation, da die Teilnahme des Unternehmers an der Alternative Streitbeilegung regelmäßig verpflichtend ist, während bei der Mediation die Beteiligten grundsätzlich freiwillig teilnehmen.

## Rechtsprechung des EuGH
Der Gerichtshof der Europäischen Union hat im Verfahren zu C-75/16 vom 14. Juni 2017 in Bezug auf die Richtlinie über alternative Streitbeilegung in Verbraucherangelegenheiten (2013/11/EU) sowie der Richtlinie über bestimmte Aspekte der Mediation in Zivil- und Handelssachen (2008/52/EG) festgestellt, dass
- die Freiwilligkeit bei den vorgesehenen Verfahren zur alternativen Streitbeilegung nicht in der Freiheit der Parteien besteht, dieses Verfahren in Anspruch zu nehmen oder nicht, sondern darin, dass die Parteien selbst für das Verfahren verantwortlich sind und es nach ihrer eigenen Vorstellung organisieren und jederzeit beenden können. Daher komme es nicht auf den verpflichtenden oder freiwilligen Charakter der Mediationsregelung an, sondern – wie von der Richtlinie ausdrücklich vorgesehen – auf den Umstand, dass das Recht der Parteien auf Zugang zu den Gerichten gewahrt bleibt. Damit der Grundsatz des effektiven gerichtlichen Rechtsschutzes für die Parteien gewahrt bleibe, dürfe das Verfahren zur alternativen Streitbeilegung nicht zu einer für die Parteien bindenden Entscheidung führen, keine wesentliche Verzögerung für die Erhebung einer Klage bewirken und müsse eine Hemmung der Verjährungsansprüche auslösen.
- Verfahren zur alternativen Streitbeilegung dürfen keine erheblichen Kosten mit sich bringen,
- die elektronische Kommunikation dürfe nicht das einzige Mittel des Zugangs zu diesem Streitbeilegungsverfahren darstellen und
- dringende Maßnahmen des vorläufigen Rechtsschutzes müssen weiterhin möglich sein.
- Nationale Rechtsvorschriften dürfen auch nicht verlangen, dass der an einem Verfahren zur alternativen Streitbeilegung beteiligte Verbraucher zwingend über anwaltlichen Beistand verfügen muss und
- der Schutz des Rechts auf Zugang zur Gerichtsbarkeit beinhaltet, dass der Abbruch des Verfahrens zur alternativen Streitbeilegung durch den Verbraucher – mit oder ohne rechtfertigenden Grund – in den nachfolgenden Stadien des Rechtsstreits nie nachteilige Folgen für ihn haben darf. Das nationale Recht dürfe jedoch Sanktionen im Fall der Nichtteilnahme der Parteien an dem Mediationsverfahren ohne rechtfertigenden Grund vorsehen, sofern der Verbraucher es nach dem ersten Treffen mit dem Mediator abbrechen darf.[23]